# Björkvassla
Björkvassla (våmhusmål Staðn) är en småort i Våmhus socken i Mora kommun, Dalarna.